# Haringsee
Haringsee – gmina w Austrii, w kraju związkowym Dolna Austria, w powiecie Gänserndorf. Według Austriackiego Urzędu Statystycznego liczyła 1 165 mieszkańców (1 stycznia 2014).